# Ivan Binar

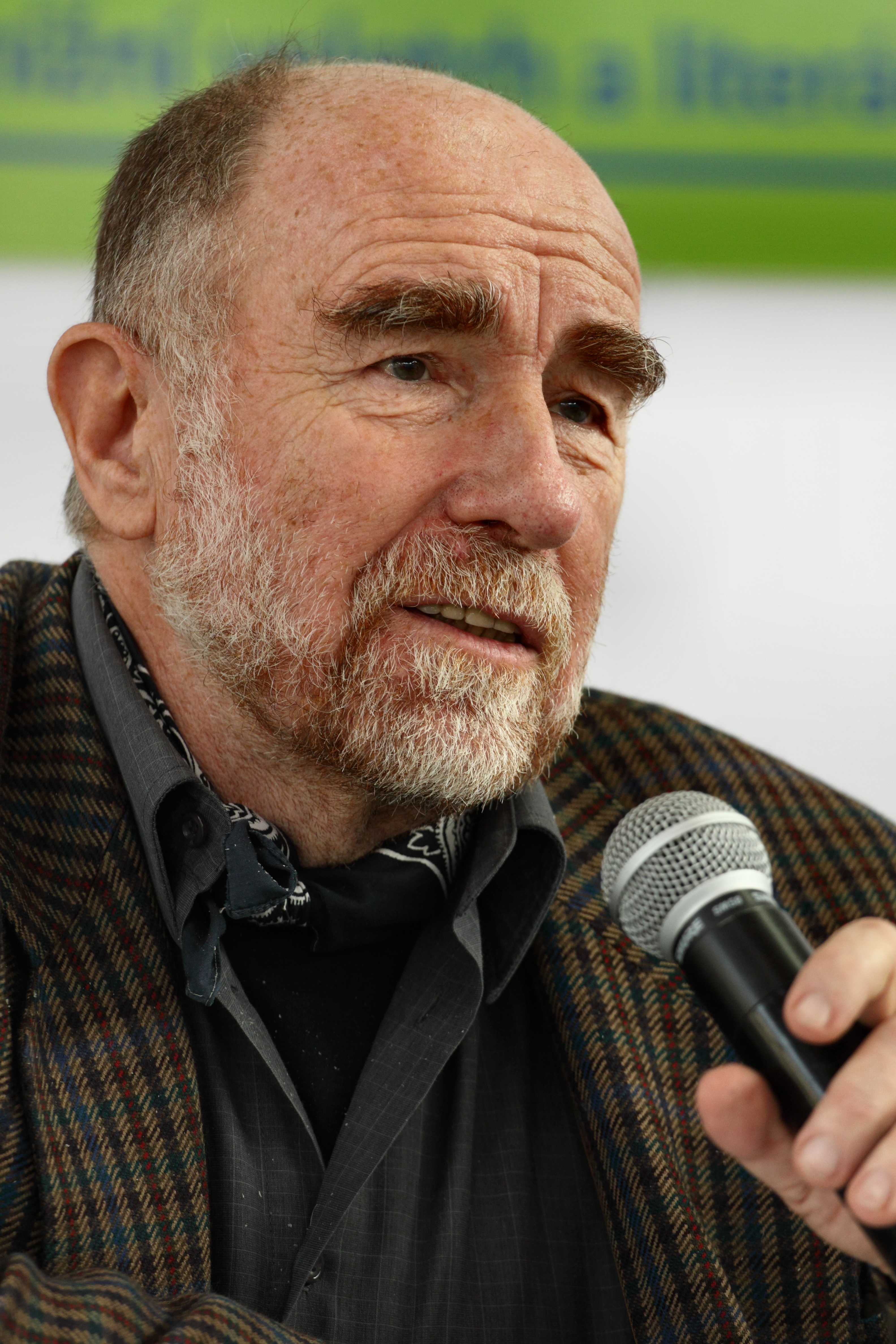
Ivan Binar

Ivan Binar (* 25. Juni 1942 in Boskovice) ist ein tschechischer Schriftsteller und Übersetzer.

## Leben
Binar machte sein Abitur 1959 und studierte anschließend die Tschechische Sprache, Geschichte und Kunst auf dem pädagogischen Institut in Ostrava. Nach Beendigung des Studiums (1963) wurde er Lehrer an der Grundschule. Er arbeitete im Jugendzentrum und redigierte die Zeitschrift Tramp. Von ihm erschienen auch die ersten Veröffentlichungen in Zeitungen und nach 1965 engagierte er sich auf dem Studententheater in Ostrau. 1971 wurde er inhaftiert wegen Erregung öffentlichen Ärgernisses, das er bei der Aufführung des Musicals Der Sohn de Regiments (Syn pluku) initiiert haben soll. 1973 kehrt er zurück, muss Hilfsarbeiten ausführen und beginnt zu schreiben. 1977 emigrierte er nach Österreich (Wien). Hier übersetzt er Bücher und restauriert keramische Kunstgegenstände. 1983 zieht er nach München um. Er wird Redakteur beim Rundfunksender Radio Free Europe. 1994 kehrt er nach Prag zurück und beginnt wieder mit dem Schreiben. 2003 bis 2004 wird er Vorsitzender des Schriftstellerverbandes Obec spisovatelů.

## Werk
Sein Werk ist stark durch die Beat Generation beeinflusst. Er verbreitet den Gedanken, dass es wichtig ist innere Freiheit zu finden und bewahrt. Er beschreibt die Geschehnisse der Personen in einer fremden Welt, eine Sicht, die ein Resultat des kommunistischen Regimes ist.

## Mitgliedschaften
- Obec spisovatelů (Tschechischer Schriftstellerverband)

## In Deutschland erschienen
- Čára na zdi : (fejetony), erschienen 1977 bei Index (Köln)
- Wer ist, was war Herr Gabriel, erschienen 1979 bei Ullstein, ISBN 3-548-38003-4
- Rekonstruktion, Roman, erschienen 1985 bei Ullstein, ISBN 3-548-20532-1
- Kytovna uměni, Roman, erschienen 1985 bei Obrys, Kontur (München)
- Rozprava v krabici, erschienen 1988 bei Obrys, Kontur (München)
- Die Kunstkitterei, Roman, erschienen 1997 bei Zsolnay (Wien), ISBN 3-552-04822-7
- Deutsch-tschechischer Almanach, erschienen 2002 beim Adalbert-Stifter-Verlag, ISBN 978-3-9808097-0-2